# Adelbert Schulz
Adelbert Schulz (20 de desembre de 1903 - 28 de gener de 1944) va ser un oficial alemany de la policia i la Wehrmacht, finalment general i comandant de divisió de Panzertruppe durant la Segona Guerra Mundial. Va ser un dels 27 destinataris de la Creu de Cavaller de la Creu de Ferro amb fulles de roure, espases i diamants de l'Alemanya nazi.

## Biografia
Adelbert (de vegades escrit Adalbert) Schulz va néixer el 20 de desembre de 1903 a Berlín. Inicialment va estudiar per esdevenir director de ban c, però el 1925 canvià la seva carrera per la policia.
L'1 d'octubre de 1935 Schulz va ser traslladat de la policia a l'exèrcit alemany. La unitat de Schulz va participar en les ocupacions d'Àustria i dels Sudets. Va participar en la batalla de França servint al comandament del general Erwin Rommel. El 29 de setembre de 1940 va rebre la Creu de Cavaller de la Creu de Ferro. El 31 de desembre de 1941 li van concedir les Fulles de Roure a la seva Creu de Cavaller. El 6 d'agost de 1943 va rebre les Espases a la Creu de Cavaller i va ser ascendit a Coronel. El 9 de gener de 1944, va rebre els diamants per a la seva creu de cavallers, va ser ascendit a major general i nomenat comandant de la 7a Divisió Panzer.
Schulz va ser ferit en acció a la zona de Xepetivka el 28 de gener de 1944 i va morir el mateix dia.

## Historial de promocions

### Policia
Polizeianwärter – 20 de desembre de 1925
Polizeiwachtmeister – 1927
Polizeileutnant – 20 d'abril de 1934

### Heer
Oberleutnant – 1 d'octubre de 1935
 Hauptman - 1940
 Major – 1 de gener de 1942
 Oberstleutnant – gener de 1943
 Oberst – 1 de novembre de 1943
 Generalmajor –1 de gener de 1944

## Condecoracions
Creu de Ferro de II Classe - 24 de maig de 1940
 Creu de Ferro de I Classe - 24 de maig de 1940
  Creu de Cavaller de la Creu de Ferro amb Fulles de Roure, Espases i Diamants
 Creu de Cavaller de la Creu de Ferro (226è del Heer) - 29 de setembre de 1940 com a Hauptmann i cap del 1./Panzer-Regiment 25
 Fulles de Roure (47è) – 31 de desembre de 1941 com a Hauptmann i comandant del I./Panzer-Regiment 25
 Espases (33è) – 6 d'agost de 1943 com a Oberstleutnant i comandant del Panzer-Regiment 25
 Diamants (9è) – 14 de desembre de 1943 com a Oberst i comandant del Panzer-Regiment 25
 Insígnia de Combat de Tancs en plata
 Insígnia de Ferit en negre
 Medalla del 13 de març de 1938
 Medalla de l'1 d'octubre de 1938
 Medalla de la Campanya d'Hivern a l'Est 1941/42
1 menció al Wehrmachtbericht (30 d'abril de 1944)